# Jiřina
Jiřina ist ein weiblicher Vorname, deutsch Georgia, bzw. Georgine.

## Herkunft und Bedeutung
Jiřina ist tschechischer Herkunft. Es ist die weibliche Form von Jiří, der tschechischen Form von Georg.

## Namensträgerinnen
- Jiřina Bohdalová (* 1931), tschechische Schauspielerin
- Jiřina Hauková (1919–2005), tschechische Dichterin und Übersetzerin
- Jiřina Nekolová (1931–2011), tschechische Eiskunstläuferin
- Jiřina Pelcová geb. Adamičková (* 1969), tschechische Biathletin
- Jiřina Prekopová, bekannt als Jirina Prekop (1929–2020), tschechische Psychologin
- Jiřina Ptáčníková (* 1986), tschechische Stabhochspringerin
- Jiřina Steimarová (1916–2007), tschechische Schauspielerin